# Gerald Beckley
Gerald Linford "Gerry" Beckley (ur. 12 września 1952 w Fort Worth, USA) – amerykański muzyk rockowy, jeden z członków założycieli grupy America.